# آرون بوبولا
آرون بوبولا (بالإنجليزية: Aaron Popoola) (مواليد 22 مارس 1942) هو ملاكم غاني، مثّل بلاده في الألعاب الأولمبية الصيفية 1968.

## وصلات خارجية
آرون بوبولا على موقع أوليمبيديا (الإنجليزية)
- آرون بوبولا على موقع اتحاد ألعاب الكومنولث (مؤرشف) (الإنجليزية)